# Robert Collignon
Robert Collignon (ur. 10 lutego 1943 w Villers-le-Bouillet) – belgijski i waloński polityk, prawnik oraz samorządowiec, działacz Partii Socjalistycznej, parlamentarzysta, w latach 1994–1999 premier Walonii.

## Życiorys
Z wykształcenia prawnik, absolwent Université de Liège (1966). Prowadził prywatną praktykę prawniczą, w międzyczasie w 1968 krótko pracował w gabinecie politycznym jednego z ministrów. Działał w Belgijskiej Partii Socjalistycznej, a po jej podziale z 1978 w walońskiej PS. W latach 1971–1974 i 1981–1985 wykonywał mandat posła do Izby Reprezentantów. Od 1977 do 2006 zasiadał w radzie miejskiej w Amay. Do 1987 wchodził w skład zarządu miasta odpowiadając za edukację i następnie za finanse. W latach 1987–2006 sprawował urząd burmistrza tej miejscowości. W latach 1985–1995 wchodził w skład federalnego Senatu.
Od 1981 do 1995 był członkiem rady regionalnej Walonii. W latach 1992–1994 pełnił funkcję ministra w rządzie regionalnym. 25 stycznia 1994 zastąpił Guya Spitaelsa na stanowisku premiera Regionu Walońskiego. Zajmował je do 15 lipca 1999. Od 1999 do 2000 był członkiem rządu wspólnoty francuskiej, następnie do 2004 posłem i przewodniczącym walońskiego parlamentu. W 2012 po kilku latach przerwy powrócił do lokalnej polityki, został wówczas ponownie wybrany na radnego Amay.
Syn polityka Émile’a Collignona oraz ojciec polityka Christophe’a Collignona.